# Alberite
Alberite – gmina w Hiszpanii, w prowincji La Rioja, w La Rioja, o powierzchni 20,24 km². W 2011 roku gmina liczyła 2690 mieszkańców.